# Nicholas Aylward Vigors
Nicholas Aylward Vigors (Old Leighlin (County Carlow), 1785 - 26 oktober 1840) was een Iers zoöloog, ornitholoog en politicus.

## Biografie

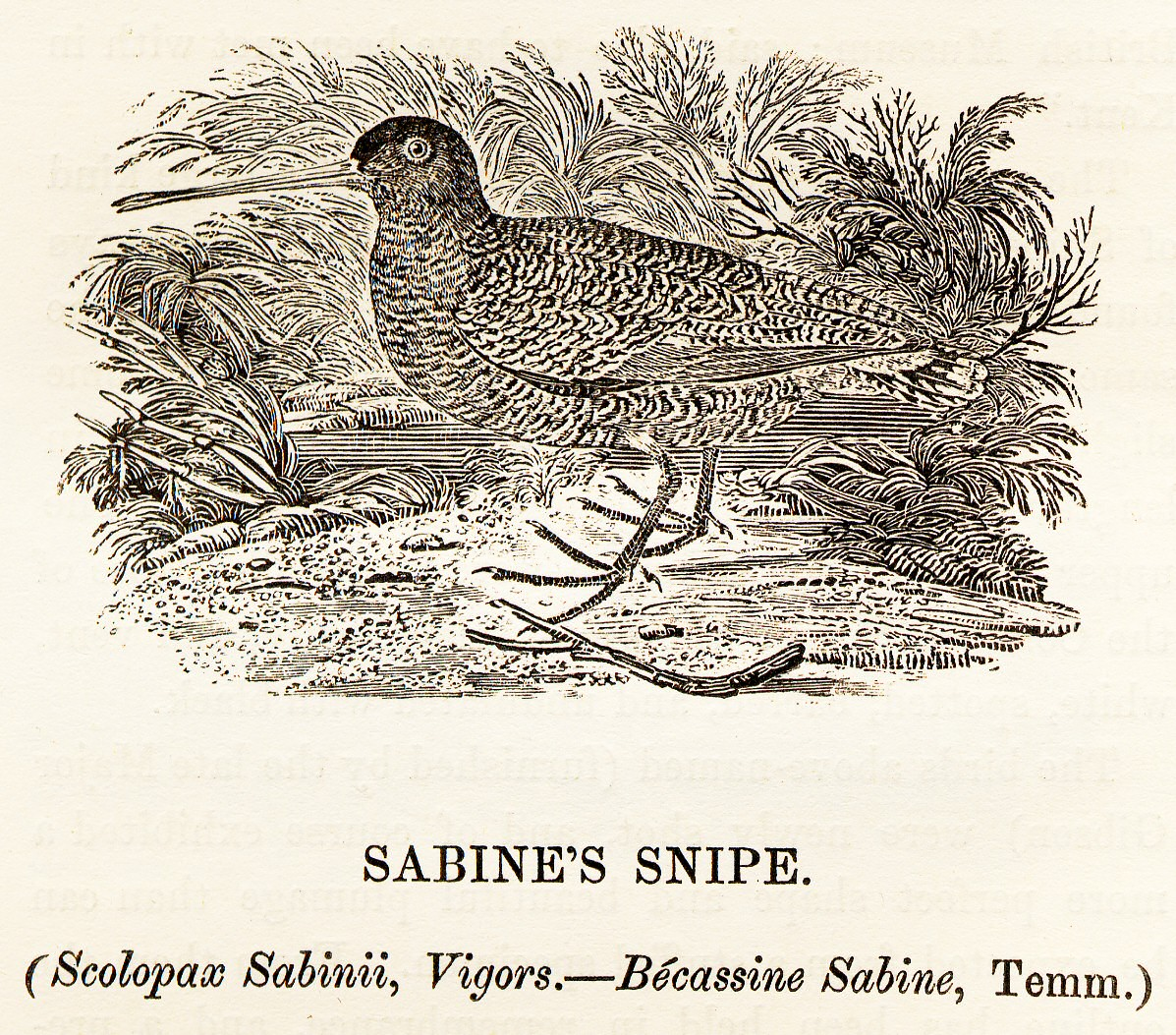
Scolopax Sabini

Vigors studeerde aan het Trinity College van de Universiteit van Oxford. Van 1809 tot 1811 moest hij zijn studie onderbreken omdat hij werd opgeroepen voor dienstplicht. Hij vocht in deze periode in de Spaanse Onafhankelijkheidsoorlog. Hij keerde na de oorlog terug naar Oxford, alwaar hij in 1817 afstudeerde.

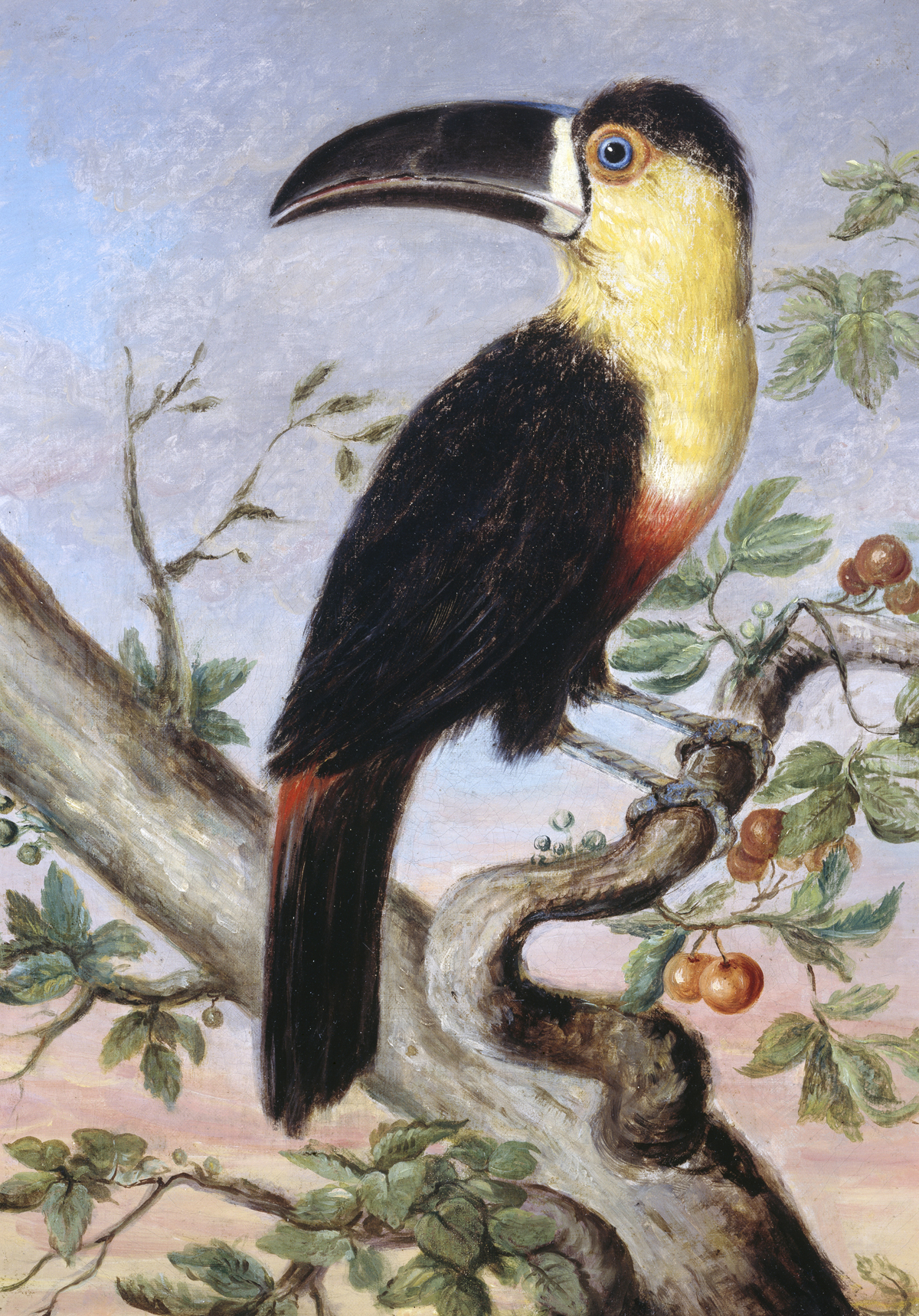
Schilderij van een toekan door Vigors, 1831

Vigors was medeoprichter van de Zoological Society of London in 1826, en tot 1833 de eerste secretaris van de Zoological Society of London. In dat jaar richtte hij een nieuw genoodschap op dat zou uitgroeien tot de Royal Entomological Society of London. Hij was lid van de Linnean Society of London en de Royal Society. Tevens was hij de schrijver van 40 papers, waarvan de meeste over ornithologie. Hij leverde ook de tekst voor John Goulds A Century of Birds from the Himalaya Mountains (1830–32). Op de IOC World Bird List prijken 31 genera, en 115 soorten, zoals de kleine vorkstaart, die door hem zijn beschreven, vaak in samenwerking met Thomas Horsfield.
Vigor volgde in 1828 zijn vader op als politicus. Hij was van 1832 tot 1835 parlementslid voor Carlow. In 1835 vertegenwoordigde hij korte tijd County Carlow. Hij werd voor deze positie verkozen tijdens een extra verkiezing in juni 1835. In augustus van dat jaar moest hij zijn positie alweer opgeven. In 1837 werd Vigors opnieuw verkozen tot vertegenwoordiger van County Carlow. Ditmaal behield hij deze positie tot aan zijn dood in 1840.
- Bibsys: 15005327
- Gemeinsame Normdatei: 117682578
- International Standard Name Identifier: 0000 0001 1933 8122
- Library of Congress Control Number: nb2008002731
- SNAC: w6k37rj2
- Système universitaire de documentation: 18821061X
- Virtual International Authority File: 40162259
- WorldCat: E39PBJtrVt9mPRkRqHW8jgyDbd